# Consigliere per la sicurezza nazionale

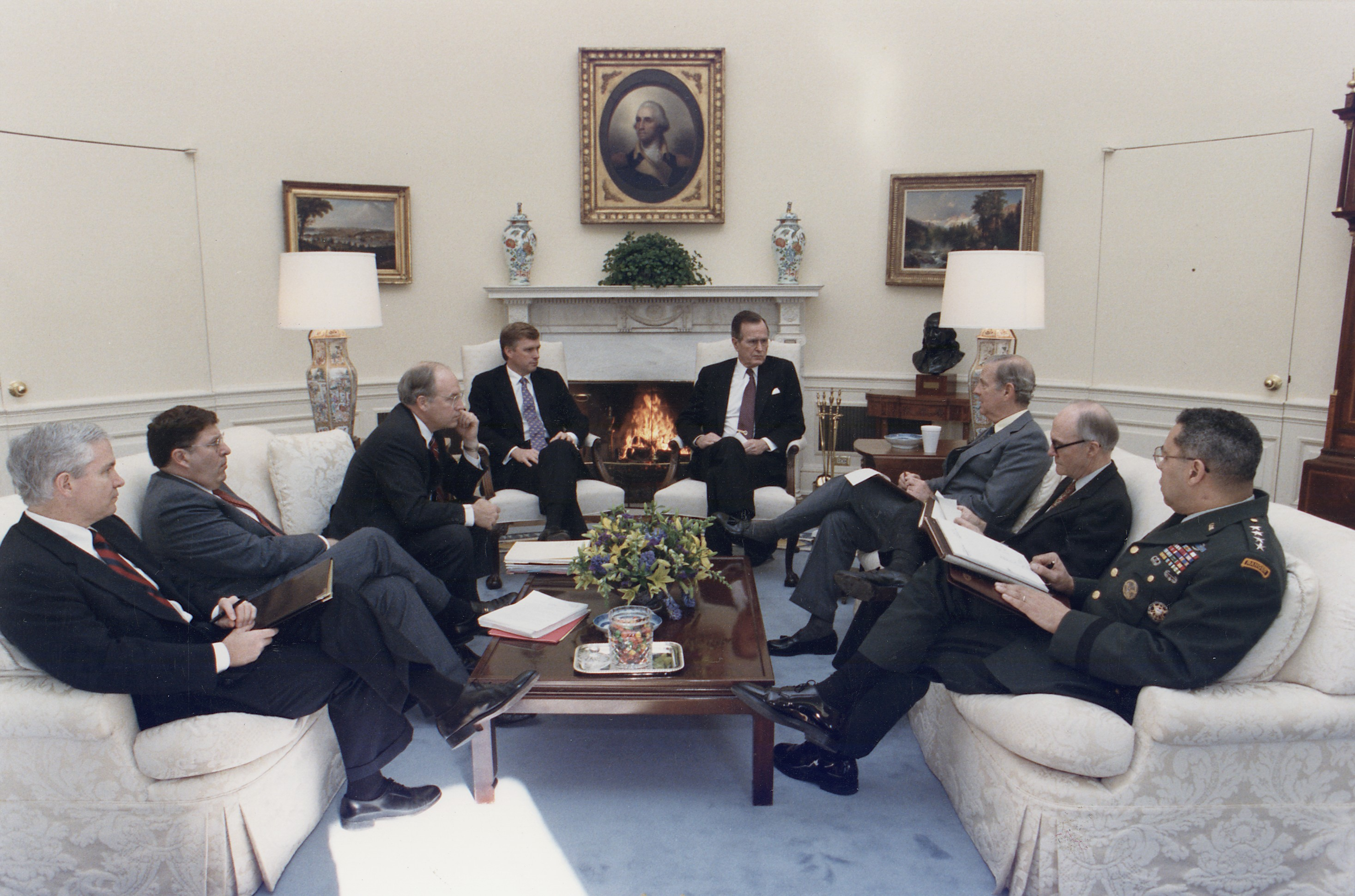
Il presidente George H.W. Bush incontra nello Studio Ovale il suo NSC sull'operazione Desert Shield, 1991.

Il consigliere del presidente per gli affari di sicurezza nazionale (National Security Advisor in inglese, abbreviato NSA, o talvolta ANSA, per evitare confusione con la sigla della National Security Agency), è il principale consulente del presidente degli Stati Uniti d'America su questioni di sicurezza nazionale.
Questa figura giuridica, creata da Eisenhower nel 1953, svolge il suo ruolo all'interno dell'Ufficio esecutivo del presidente per conto del Consiglio per la sicurezza nazionale. In situazione di crisi, il National Security Advisor opera direttamente dalla Casa Bianca, aggiornando il presidente su tutti gli ultimi avvenimenti critici.
Il consigliere per la sicurezza nazionale viene nominato dal presidente, senza conferma da parte del Senato degli Stati Uniti. Come tali, essi non sono connessi alla politica burocratica dei Dipartimenti di Stato e della difesa, e sono quindi in grado di offrire una consulenza indipendente. Il potere e il ruolo di consigliere per la sicurezza nazionale varia da amministrazione ad amministrazione.

## Ruolo
L'influenza e il ruolo del consigliere per la sicurezza nazionale variano da amministrazione ad amministrazione e dipendono non solo dalle qualità della persona nominata alla posizione, ma anche dallo stile e dalla filosofia gestionale del presidente in carica. Idealmente, il consigliere per la sicurezza nazionale funge da onesto mediatore di opzioni politiche per il presidente nel campo della sicurezza nazionale, piuttosto che da sostenitore della propria agenda politica.
Il consigliere per la sicurezza nazionale è una posizione di staff presso l'Ufficio esecutivo del ppresidente e non ha autorità di linea o di bilancio né sul Dipartimento di Stato né sul Dipartimento della difesa, a differenza del segretario di Stato e del segretario della difesa, che sono membri del Senato funzionari confermati con autorità statutaria sui loro dipartimenti. Il consigliere per la sicurezza nazionale è in grado di offrire consulenza quotidiana (grazie alla vicinanza) al presidente indipendentemente dagli interessi acquisiti delle grandi burocrazie e dalla clientela di quei dipartimenti.
In tempi di crisi, è probabile che il consigliere per la sicurezza nazionale operi dalla Situation Room della Casa Bianca o dal Centro presidenziale per le operazioni di emergenza (come l'11 settembre 2001), aggiornando il presidente sugli ultimi eventi in una situazione di crisi.

## Storia
Il Consiglio per la sicurezza nazionale fu creato all'inizio della guerra fredda ai sensi del National Security Act del 1947 per coordinare la difesa, gli affari esteri, la politica economica internazionale e l'intelligence; questo faceva parte di un'ampia riorganizzazione che ha visto la creazione del Dipartimento della difesa e della Central Intelligence Agency. La legge non ha creato di per sé la posizione del consigliere per la sicurezza nazionale, ma ha creato un segretario esecutivo responsabile del personale. Nel 1949 l'NSC entrò a far parte dell'Ufficio esecutivo del presidente.
Robert Cutler fu il primo consigliere per la sicurezza nazionale nel 1953 e ricoprì l'incarico due volte, entrambe durante l'amministrazione Eisenhower. Da allora il sistema è rimasto sostanzialmente invariato, in particolare dopo l'avvento del presidente John Kennedy, con potenti consiglieri per la sicurezza nazionale e uno staff forte, ma con un'importanza minore attribuita alle riunioni formali dell'NSC. Questa continuità persiste nonostante la tendenza di ogni nuovo presidente a sostituire il consigliere e il personale senior dell’NSC.
Il consigliere per la sicurezza nazionale del presidente Richard Nixon, Henry Kissinger, ha sottolineato l'importanza del ruolo, controllando il flusso di informazioni al presidente e incontrandolo più volte al giorno. Kissinger detiene anche il primato di servire contemporaneamente come consigliere per la sicurezza nazionale e segretario di stato dal 22 settembre 1973 al 3 novembre 1975. Detiene il record per il periodo di servizio più lungo (2.478 giorni) mentre Michael Flynn detiene il record per il periodo più breve, a soli 24 giorni.
Brent Scowcroft ha ricoperto l'incarico in due amministrazioni non consecutive: l'amministrazione Ford e l'amministrazione George H. W. Bush.

## Elenco dei Consiglieri per la sicurezza nazionale
- Robert Cutler (1953–1955)
- Dillon Anderson (1955–1956)
- William Jackson (1956)
- Robert Cutler (1957–1958)
- Gordon Gray (1958–1961)
- McGeorge Bundy (1961–1966)
- Walt Rostow (1966–1969)
- Henry Kissinger (1969–1975)
- Brent Scowcroft (1975–1977)
- Zbigniew Brzezinski (1977–1981)
- Richard V. Allen (1981–1982)
- William P. Clark, Jr. (1982–1983)
- Robert McFarlane (1983–1985)
- John Poindexter (1985–1986)
- Frank Carlucci (1986–1987)
- Colin Powell (1987–1989)
- Brent Scowcroft (1989–1993)
- Anthony Lake (1993–1997)
- Sandy Berger (1997–2001)
- Condoleezza Rice (2001–2005)
- Stephen Hadley (2005–2009)
- James L. Jones (2009–2010)
- Thomas E. Donilon (2010–2013)
- Susan Rice (2013–2017)
- Michael T. Flynn (2017)[7]
- Keith Kellogg (2017 - interim)[8]
- Herbert R. McMaster (2017–2018)[9]
- John R. Bolton (2018–2019)
- Robert Charles O'Brien (2019-2021)
- Jake Sullivan (2021-2025)
- Michael Waltz (2025)
- Marco Rubio (2025 - interim )